# Port-Brillet
Port-Brillet és un municipi francès situat al departament de Mayenne i a la regió de País del Loira. L'any 2007 tenia 1.909 habitants.

## Demografia

### Població
El 2007 la població de fet de Port-Brillet era de 1.909 persones. Hi havia 772 famílies de les quals 268 eren unipersonals (100 homes vivint sols i 168 dones vivint soles), 276 parelles sense fills, 192 parelles amb fills i 36 famílies monoparentals amb fills.
La població ha evolucionat segons el següent gràfic:
Habitants censats

### Habitatges
El 2007 hi havia 858 habitatges, 796 eren l'habitatge principal de la família, 28 eren segones residències i 34 estaven desocupats. 735 eren cases i 122 eren apartaments. Dels 796 habitatges principals, 508 estaven ocupats pels seus propietaris, 272 estaven llogats i ocupats pels llogaters i 16 estaven cedits a títol gratuït; 4 tenien una cambra, 38 en tenien dues, 142 en tenien tres, 293 en tenien quatre i 319 en tenien cinc o més. 549 habitatges disposaven pel capbaix d'una plaça de pàrquing. A 365 habitatges hi havia un automòbil i a 298 n'hi havia dos o més.

### Piràmide de població
La piràmide de població per edats i sexe el 2009 era:
| Homes | Edats   | Dones |
| ----- | ------- | ----- |
| 0     | 95 o +  | 4     |
| 4     | 90 a 94 | 20    |
| 8     | 85 a 89 | 40    |
| 8     | 80 a 84 | 36    |
| 44    | 75 a 79 | 52    |
| 44    | 70 a 74 | 92    |
| 60    | 65 a 69 | 56    |
| 44    | 60 a 64 | 64    |
| 44    | 55 a 59 | 32    |
| 60    | 50 a 54 | 44    |
| 68    | 45 a 49 | 72    |
| 60    | 40 a 44 | 60    |
| 36    | 35 a 39 | 44    |
| 96    | 30 a 34 | 44    |
| 44    | 25 a 29 | 60    |
| 56    | 20 a 24 | 40    |
| 48    | 15 a 19 | 64    |
| 48    | 10 a 14 | 68    |
| 60    | 5 a 9   | 32    |
| 48    | 0 a 4   | 52    |

## Economia
El 2007 la població en edat de treballar era de 1.174 persones, 911 eren actives i 263 eren inactives. De les 911 persones actives 863 estaven ocupades (490 homes i 373 dones) i 48 estaven aturades (20 homes i 28 dones). De les 263 persones inactives 115 estaven jubilades, 78 estaven estudiant i 70 estaven classificades com a «altres inactius».

### Ingressos
El 2009 a Port-Brillet hi havia 860 unitats fiscals que integraven 1.858,5 persones, la mediana anual d'ingressos fiscals per persona era de 16.563 €.

### Activitats econòmiques
Dels 67 establiments que hi havia el 2007, 2 eren d'empreses extractives, 4 d'empreses alimentàries, 6 d'empreses de fabricació d'altres productes industrials, 7 d'empreses de construcció, 11 d'empreses de comerç i reparació d'automòbils, 5 d'empreses de transport, 4 d'empreses d'hostatgeria i restauració, 5 d'empreses financeres, 1 d'una empresa immobiliària, 7 d'empreses de serveis, 9 d'entitats de l'administració pública i 6 d'empreses classificades com a «altres activitats de serveis».
Dels 12 establiments de servei als particulars que hi havia el 2009, 1 era una gendarmeria, 1 oficina de correu, 2 oficines bancàries, 1 taller de reparació d'automòbils i de material agrícola, 2 paletes, 1 guixaire pintor, 1 empresa de construcció, 2 perruqueries i 1 agència immobiliària.
Dels 10 establiments comercials que hi havia el 2009, 1 era un supermercat, 3 fleques, 2 carnisseries, 1 una llibreria, 1 una botiga de roba, 1 una perfumeria i 1 una floristeria.
L'any 2000 a Port-Brillet hi havia 9 explotacions agrícoles que ocupaven un total de 200 hectàrees.

## Equipaments sanitaris i escolars
El 2009 hi havia 1 farmàcia i 1 ambulància.
El 2009 hi havia 1 escola maternal i 1 escola elemental. Port-Brillet disposava d'un col·legi d'educació secundària amb 394 alumnes.

## Poblacions més properes
El següent diagrama mostra les poblacions més properes.